# Джолеві
Джолеві (груз. ჯოლევი) — село в Грузії.
За даними перепису населення 2014 року в селі проживає 543 особи.